# 自衛隊東ティモール派遣

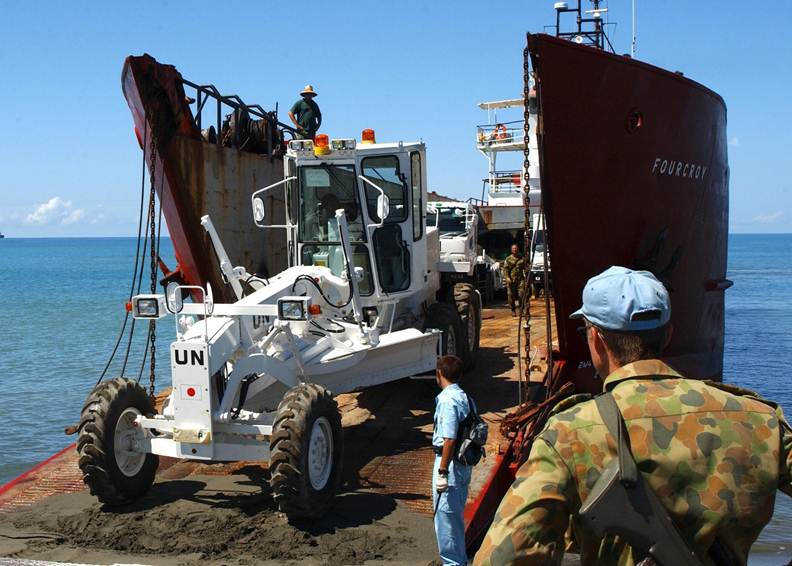
オーストラリア軍の艦艇によって運ばれる自衛隊の重機

自衛隊東ティモール派遣（じえいたいひがしティモールはけん）は、日本がPKO協力法に基づいて、国際連合東ティモール暫定行政機構（UNTAET、2002年5月20日以降は国際連合東ティモール支援団 UNMISET）への協力のために、陸上自衛隊を中心に東ティモールへ派遣した事について述べる。

## 概要
東ティモールは1998年のアジア金融危機が引き金となったインドネシア独裁崩壊により、急速に独立の気運が高まり、住民投票によって2002年（平成14年）5月20日の独立が決定した。日本政府は独立を支援するために展開した国連への協力として、カンボジアに続き、陸上自衛隊施設部隊を主力とする派遣隊を2002年3月より現地へ送った。
陸上自衛隊は現地のPKF部隊唯一の施設部隊として首都ディリのほかマリアナ、スアイ、オクシに展開し、道路の補修や橋梁の架設、人材育成などの国づくりを支援した。2002年5月20日の独立を祝す会場を整備したのも自衛隊である。また、2002年12月に首都ディリで大規模な暴動が発生した際には、緊急避難してきた在留日本人ら41人を宿営地内に保護したが、海外派遣された自衛隊が、人道的な見地から在外邦人を初めて保護した事態となった。
約2年間の活動で、現地の土木技術要員の教育を行い、施設器材等を現地政府へ譲与した。東ティモール政府からは、大統領・首相が直接部隊を訪れて謝意を表し、隊員を激励した。日本政府からも、2002年4月に小泉純一郎首相（当時）が訪問した。朝日新聞は第二次世界大戦におけるティモール島への日本軍展開と比較し、現地老人の話などを掲載して批判キャンペーンを行ったが、大きな動きにはならなかった。

## 派遣規模

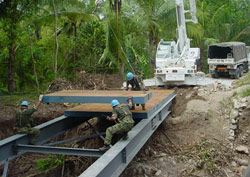
3次隊による施設作業

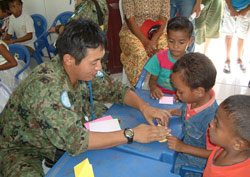
3次隊による民生協力

国連東ティモール暫定行政機構（UNTAET）に、司令部要員7～10人、施設部隊405～680人（東ティモール派遣施設群）を派遣した。武装は拳銃・小銃・機関銃。
- 先遣隊：2002年2月展開
- 1次隊：2002年3月2日 - 9月（群長・小川祥一1佐、約680人：北方主力）

現地4箇所へ展開して宿営地建設。PKOではじめて女性隊員を派遣。施設作業は約70件。
- 2次隊：2002年9月 - 2003年3月（群長・大坪義彦1佐、約680人、東北方主力）

道路補修・パネル橋の架橋など施設作業約130件。現地人による工事計画・管理事業者、施設器材の操縦者養成のための各種教育を全国規模で開始したほか、農業灌漑用水路復旧や陸上競技場復旧など本格的民生支援活動を各地で実施。また、米国同時多発テロ1年後のバリ島爆弾テロの発生に伴い国連平和維持軍としての自爆テロ対処活動を開始。さらに、12月のディリ暴動発生に際しては、避難を求めて来た外国人含む民間人41名を宿営地に保護するなど、従来にはなかった活動や対応を実施。
- 3次隊：2003年3月 - 10月（群長・田邉揮司良1佐、522人：中方主力）

1・2次隊よりも規模を縮小し、スアイ宿営地を廃止。施設作業約80件。民生協力として小学校校庭のサッカーグラウンド整備や孤児院の慰問を行う。イラク戦争勃発により国連施設の警備が強化されたため、PKF（国連平和維持軍）本部の自爆テロ対処にも協力した。
- 4次隊：2003年10月 - 2004年6月27日（群長・川又弘道1佐、405人：西方主力）

さらに規模が縮小され、オクシ宿営地を廃止。マリアナ空港の整備、中部山岳地帯を南北に結ぶ幹線道路の整備など、施設作業約60件。民生協力ではマングローブの植樹や地元小学校での歯磨き教室など。5月20日の国連活動終了に伴い撤収開始。